# Jelka
Jelka es un municipio del distrito de Galanta en la región de Trnava, Eslovaquia, con una población estimada a final del año 2024 de 3992 habitantes.
Se encuentra ubicado en el centro-sur de la región, en la depresión danubiana y cerca del río Váh (cuenca hidrográfica del Danubio) y de la región de Bratislava.

## Demografía
| Año        | 1994 | 2004    | 2014    | 2024    |
| ---------- | ---- | ------- | ------- | ------- |
| Población  | 3691 | 3908    | 3910    | 3992    |
| Diferencia |      | +5,87 % | +0,05 % | +2,09 % |

| Año        | 2023 | 2024    |
| ---------- | ---- | ------- |
| Población  | 4010 | 3992    |
| Diferencia |      | −0,44 % |